# Teun Mulder

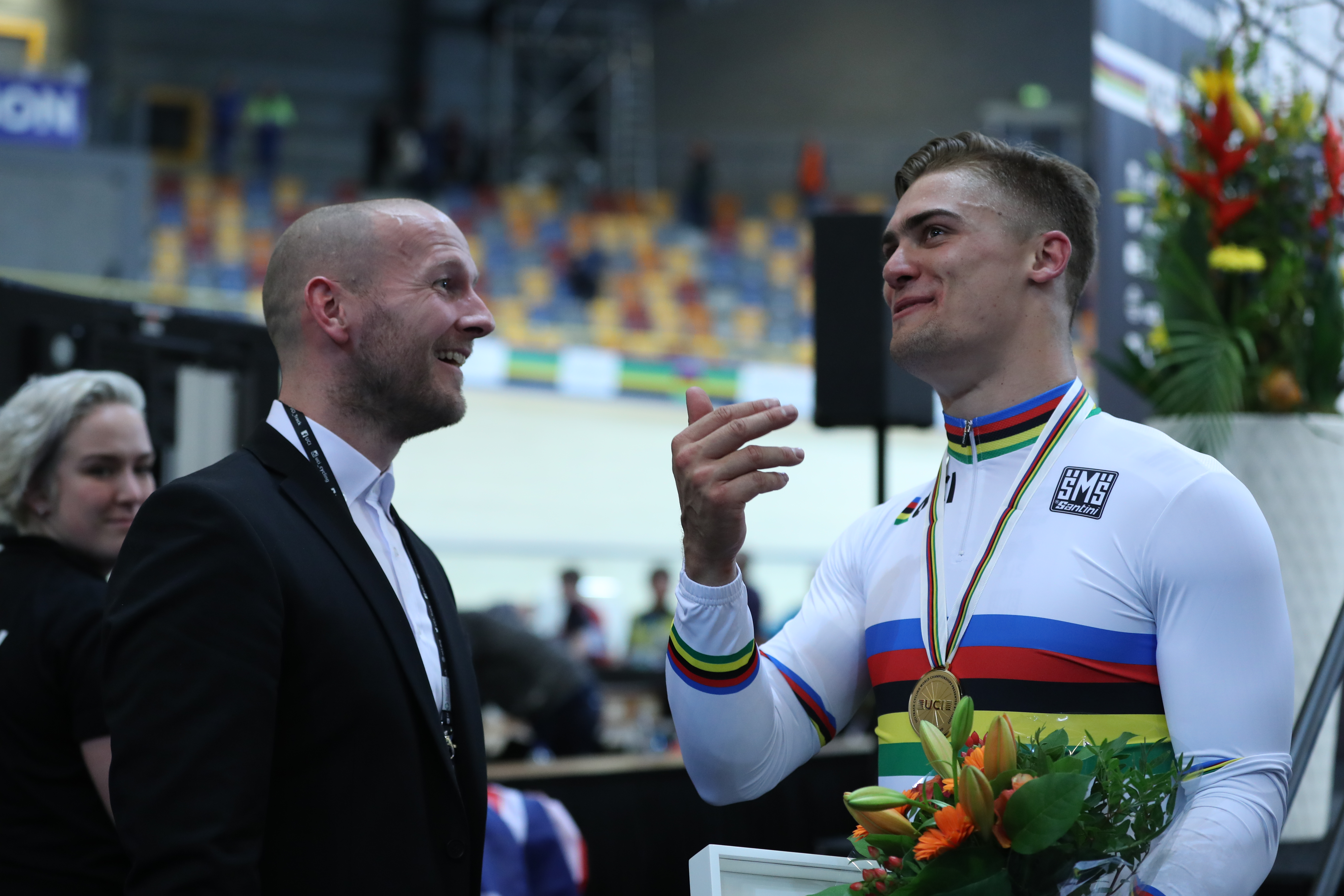
Meulder im Gespräch mit dem Sprint-Weltmeister von 2018, Matthew Glaetzer

Teunis „Teun“ Mulder (* 18. Juni 1981 in Zuuk, Epe) ist ehemaliger ein niederländischer Bahnradsportler. Er wurde dreimal Weltmeister und holte Gold bei den Paralympics.

## Sportliche Laufbahn
Seinen ersten nationalen Titel errang Teun Mulder im Jahre 2000, als er niederländischer Meister im Bahn-Omnium wurde. Im Laufe seiner Karriere wurde er insgesamt zwölf Mal nationaler Meister in den Disziplinen Keirin, Zeitfahren und Sprint.
2005, bei den UCI-Bahn-Weltmeisterschaften in Los Angeles, wurde Mulder Weltmeister im Keirin; 2008 und 2010 wurde er Weltmeister im 1000-Meter-Zeitfahren auf der Bahn. Hinzu kamen zahlreiche Podestplätze bei weiteren Weltmeisterschaften und Weltcups. Zudem wurde er zweimal Europameister. Bei den UCI-Bahn-Weltmeisterschaften 2011 errang Mulder Silber im Zeitfahren und Bronze im Keirin.
Teun Mulder nahm dreimal an Olympischen Spielen teil, 2004 in Athen sowie 2008 in Peking, konnte jedoch keine Medaille erringen. Bei den Olympischen Spielen 2012 in London belegte Mulder den dritten Platz im Keirin, den er sich mit dem Neuseeländer Simon van Velthooven teilte.
Im September 2013 gab Mulder bekannt, dass er seine eigene Laufbahn als Leistungsradsportler beenden werde. Er wolle allerdings künftig als Pilot bei Tandemrennen für sehbehinderte Sportler weiter aktiv sein. Bei den niederländischen Bahnmeisterschaften 2013 belegte er gemeinsam mit Rinne Oost Rang zwei im Tandemsprint. Bei den UCI-Paracycling-Bahnweltmeisterschaften 2015 errang er gemeinsam mit Tristan Bangma eine Bronzemedaille im Sprint sowie eine silberne im Zeitfahren. Im Jahre darauf gewannen die beiden Sportlern gemeinsam bei den Sommer-Paralympics in Rio de Janeiro die Goldmedaille im Zeitfahren auf der Bahn.
Im Anschluss an die Paralympics erklärte Mulder seinen endgültigen Rücktritt als aktiver Radsportler. Schon seit 2006 war er in Teilzeit als forensischer Berater für die niederländische Polizei tätig. Künftig wird er sich in Vollzeit seinem Beruf widmen. 2019 leitete er die Organisation der Paracycling-Bahnweltmeisterschaften in Apeldoorn.

## Erfolge
| 2000 - Niederländischer Meister – Omnium 2001 - Europameisterschaft (U23) – Keirin, 1000-Meter-Zeitfahren - Niederländischer Meister – Sprint, 1000-Meter-Zeitfahren 2002 - Europameisterschaft (U23) – Sprint, 1000-Meter-Zeitfahren - Niederländischer Meister – 1000-Meter-Zeitfahren 2003 - Europameister (U23) – Keirin 2004 - Athens Open Balkan Championships – Teamsprint (mit Theo Bos und Jan Bos) - Niederländischer Meister – 1000-Meter-Zeitfahren 2005 - Weltmeister – Keirin - Weltmeisterschaft – Teamsprint (mit Theo Bos und Tim Veldt) - Bahnrad-Weltcup in Los Angeles – Keirin, Teamsprint (mit Theo Bos und Tim Veldt) - Europameisterschaft – Sprint - Niederländischer Meister – Sprint 2006 - Bahnrad-Weltcup in Sydney – Teamsprint (mit Theo Bos und Tim Veldt) 2007 - Bahnrad-Weltcup in Peking – Teamsprint (mit Theo Bos und Tim Veldt) - Europameister – Sprintomnium | 2008 - Weltmeister – 1000-Meter-Zeitfahren - Weltmeisterschaft – Keirin - Weltmeisterschaft – Teamsprint - Niederländischer Meister – Sprint, 1000-Meter-Zeitfahren 2009 - Niederländischer Meister – Sprint, Keirin 2010 - Weltmeister – 1000-Meter-Zeitfahren 2011 - Weltmeisterschaft – 1000-Meter-Zeitfahren - Weltmeisterschaft – Keirin 2012 - Olympische Spiele – Keirin - Niederländischer Meister – Sprint, 1000-Meter-Zeitfahren 2015 - Paracycling-Bahnweltmeisterschaft – Zeitfahren (B) als Pilot von Tristan Bangma - Paracycling-Bahnweltmeisterschaft – Sprint (B) als Pilot von Tristan Bangma 2016 - Paralympics-Sieger – Zeitfahren (B) als Pilot von Tristan Bangma - Paracycling-Bahnweltmeisterschaft – Sprint, Zeitfahren (B) als Pilot von Tristan Bangma |

## Teams
- 2010 Équipe Cofidis
- 2012 Koga Cycling Team (bis 31. Juli)